# Marshalleilanden op de Olympische Zomerspelen 2016
De Marshalleilanden namen deel aan de Olympische Zomerspelen 2016 in Rio de Janeiro, Brazilië. Tot de selectie behoorden vijf atleten, actief in de atletiek, het gewichtheffen – waarin de eilandengroep debuteert – en het zwemmen. 

## Deelnemers en resultaten
(m) = mannen, (v) = vrouwen 

### Atletiek
| Olympiër       | Discipline | Resultaat | Prestatie                        |
| -------------- | ---------- | --------- | -------------------------------- |
| Richson Simeon | 100m (m)   | 83e       | voorronde serie 1: 8ste in 11,81 |
|                |            |           |                                  |
| Mariana Cress  | 100m (v)   | 74e       | voorronde serie 1: 6de in 13,20  |

### Gewichtheffen
| Olympiër           | Discipline | Resultaat | Prestatie                                                   |
| ------------------ | ---------- | --------- | ----------------------------------------------------------- |
| Mathlynn Sasser VO | –58kg (v)  | 11e       | trekken: 11de met 87kg stoten: 10de met 112kg totaal: 199kg |

### Zwemmen
| Olympiër            | Discipline         | Resultaat | Prestatie              |
| ------------------- | ------------------ | --------- | ---------------------- |
| Giordan Harris      | 50m vrije slag (m) | 63e       | serie 4: 5de in 25,81  |
|                     |                    |           |                        |
| Colleen Furgeson VS | 50m vrije slag (v) | 58e       | serie 4: 1ste in 28,16 |